# Spea
Spea – rodzaj płazów bezogonowych z rodziny Scaphiopodidae.

## Zasięg występowania
Rodzaj obejmuje gatunki występujące w zachodniej Ameryce Północnej.

## Systematyka

### Etymologia
- Spea: gr. σπεος speos „jaskinia”[5].
- Neoscaphiopus: gr. νεος neos „nowy”; rodzaj Scaphiopus Holbrook, 1836[3]. Gatunek typowy: †Neoscaphiopus noblei Taylor, 1942.

### Podział systematyczny
Do rodzaju należą następujące gatunki:
- Spea bombifrons (Cope, 1863)
- Spea hammondii (Baird, 1859) – łopatonóg zachodni[6]
- Spea intermontana (Cope, 1883)
- Spea multiplicata (Cope, 1863) – łopatonóg meksykański[7]